# スウィングファイア (ミサイル)
 スウィングファイア（英：Swingfire）は、1960年代に開発され、1966年 - 1993年まで運用されたイギリス製の第1世代有線誘導対戦車ミサイルである。誘導方式はMCLOS（後にSACLOSに改修されている）。

## 概要
スウィングファイアは、フェアリー・アビエーション社とブリティッシュ・エアクラフト・コーポレーションによって開発された。両社はスウィングファイアのプロトタイプであるオレンジウィリアム対戦車ミサイルを開発している。
このスウィングファイアの名称は、射撃後に照準器が指示する方向へ90°の方向転換が可能であることから名づけられている。これにより、射撃・操作手が発射母機から離れた、より有利な位置に潜伏して誘導できるため、操作手の生存性を向上させている。
このほか、FV438 スウィングファイアやFV102 ストライカーなどの装甲車に搭載して発射することができる。また、発射母機によって違った名称で生産されているので、以下に記述する。
- ビースウィング - ランドローバー用。
- ホークスウィング - リンクスヘリコプター用。
- ゴルフスウィング - 小型装甲車用。

## 戦歴
湾岸戦争やイラク戦争で活躍している。

## イギリス陸軍での運用停止
長い審議の末、2005年中ごろにスウィングファイアは、FGM-148 ジャベリンに代替されることが決定した。

## 仕様
- 直径：170mm
- 翼長：0.39m
- 全長：1.07m
- 重量：27kg
- 弾頭：7kg HEAT
- 射程：150 - 4,000m
- 速度：185m/s
- 誘導方式：有線誘導。初期型はMCLOS、後期型はSACLOS。後者はSWIG（Swingfire With Improved Guidance）とも呼ばれている。
- 飛翔制御：推力偏向制御（TVC）
- 貫徹能力：800mm RHA
- 単価：7,500 ポンド

## 運用国

### 現在
エジプト
エジプト陸軍
 スーダン
スーダン陸軍
 ナイジェリア
ナイジェリア陸軍

### 過去
イギリス
イギリス陸軍
 イラン
イラン陸軍
 ポルトガル
ポルトガル陸軍